# 정구복
정구복(鄭求福, 1957년 2월 28일~)은 대한민국의 정치인이다. 제35·36대 충청북도 영동군수를 지냈다.

## 학력
- 영동초등학교 졸업
- 영동중학교 졸업
- 영동고등학교 졸업
- 한밭대학교 전기공학 학사 졸업

## 경력
- 영동청년회의소 회장
- 난계기념사업회 이사장
- 1995.07~1998.06 제2대 충청북도 영동군의회 의원
- 1998.07~2002.06 제3대 충청북도 영동군의회 의원
- 2000.07~2002.06 제3대 충청북도 영동군의회 후반기 의장
- 경성전기 대표이사
- 민주평화통일자문회의 영동군협의회 회장
- 2006.07~2014.06 제35·36대 충청북도 영동군수

## 전과
- 허위공문서작성, 허위작성공문서행사: 벌금 200만원 - 2011년 7월 6일 선고[1]

## 역대 선거 결과
|  | 21.40% |

|  | 48.64% |

|  | 18.31% |

|  | 53.95% |

|  | 48.10% |

|  | 44.46% |

|  | 46.21% |